# Таволга звіробоєлиста
Таволга звіробоєлиста (Spiraea hypericifolia) — вид кущових рослин родини Розові (Rosaceae), поширений на півдні Європи, у Центральній і Південно-Західній Азії.

## Опис

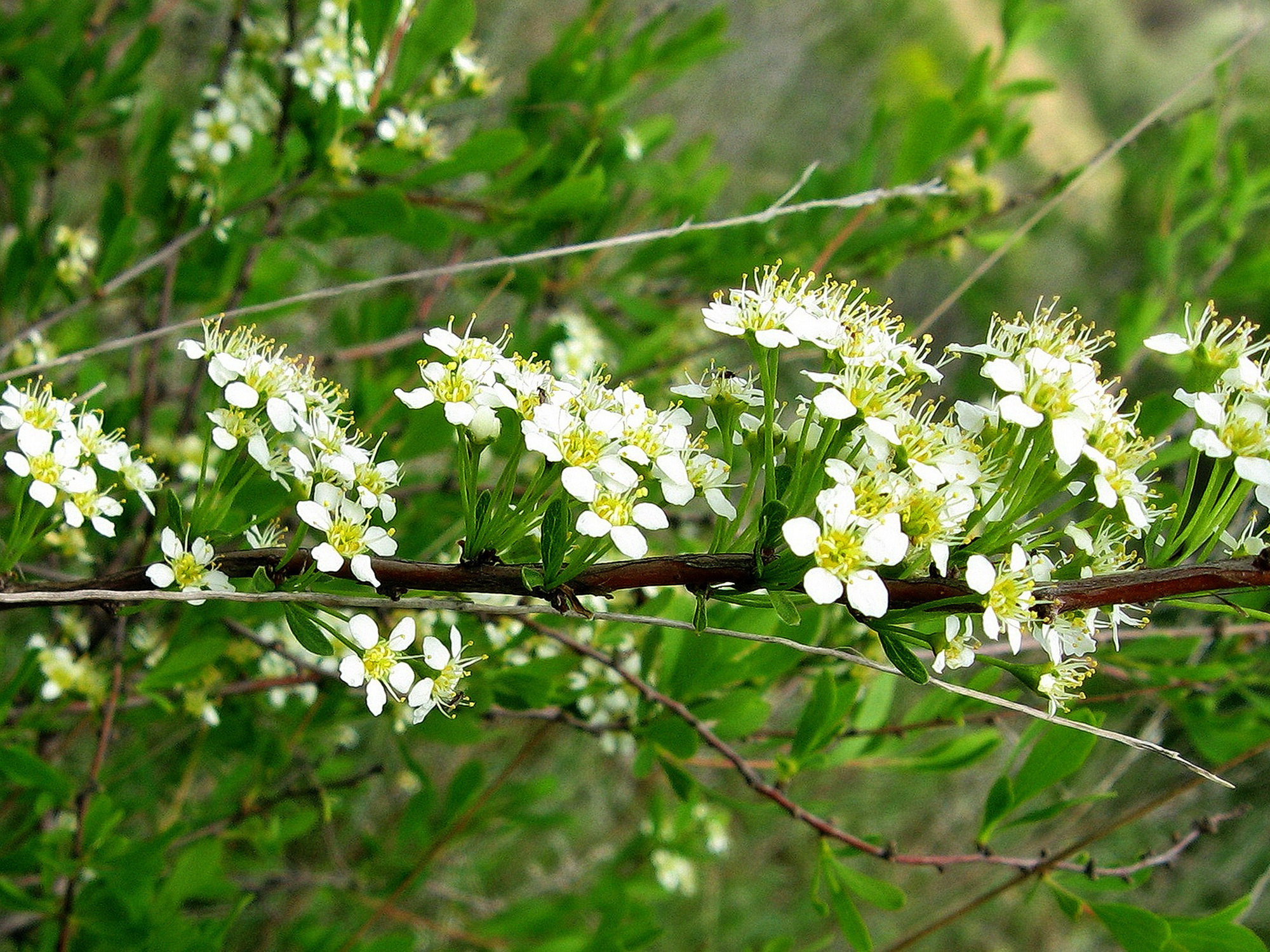

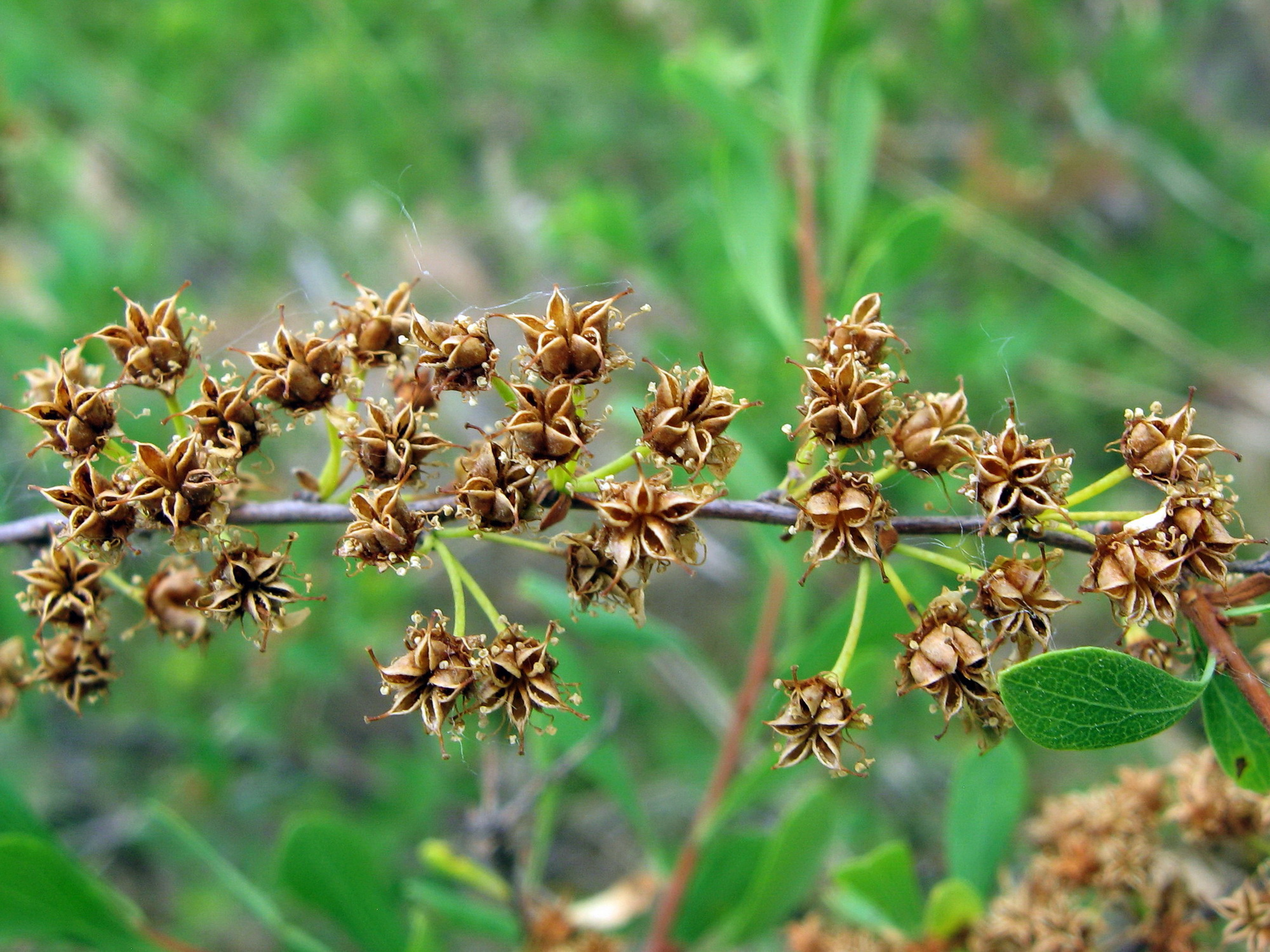

Розлогий кущ, 0.5—1.5 м заввишки, із сірими стеблами, бурими або коричневими голими гілками, часто досить довгими й прутовидними, що несуть численні щільно розташовані сидячі зонтики. У молодому віці пагони часом бувають павутинясто опушеними. Бруньки яйцеподібні, малі, з кількома коричневими лусочками, голі або підголі, вершини гострі.
Листки обернено-довгасто-еліптичні, рідше зворотно-яйцеподібно-ланцетні, голі (молоді трохи опушені), 10—30 мм завдовжки, 2—10 мм завширшки, до основи звужені в короткий черешок, 1—4 мм завдовжки. При верхівці листкові пластинки на більшій частині ареалу тупі, рідше коротко загострені, цілокраї, а на неплідних пагонах у Західній Європі часто з 3(5) зубцями (більшим середнім та 2 меншими з боків).
Суцвіття — пазушні, сидячі зонтики, що несуть при основі розетку з 5—6 дрібних листочків, 4—10 мм завдовжки і 1,5—3 мм завширшки. Квіток у суцвітті 4—12(18), 5–8(9) мм у діаметрі. Чашечка гола, її зубці трикутно загострені, близько 1,5 мм завдовжки. Чашолистки трикутні, 1,5—2 мм завдовжки, підняті в плодах, вершини гострі. Квітконіжки голі, 5—12(15) мм завдовжки. Пелюстки білі, субкулясті або зворотно-яйцеподібні, 3—3.5 × 3—4 мм, голі, верхівка тупа. Стовпчик відходить від спинки зав'язі. Тичинок 20, від трохи коротших до майже рівних пелюсткам. Плоди — листянки, в 2—3 рази довші за чашечку, що залишається при них.
Цвітіння в кінці квітня — на початку червня. Запилення здійснюється за допомогою комах (ентомофілія). Плодоношення починається в липні. За способом поширення насіння відноситься до балістів (їх діаспори розкидаються пружними плодоніжками при поштовхах) .

## Поширення
Європа: Україна, Росія, Болгарія, Франція, Португалія, Іспанія, Італія; Азія: Вірменія, Азербайджан, Грузія, Росія, Китай, Казахстан, Киргизстан, Таджикистан, Туркменістан, Монголія, Туреччина. Натуралізовано: Білорусь, Бельгія. 
В Україні трапляється спорадично (в кам'янистих місцевостях) у Лісостепу і Степу, особливо на Лівобережжі, місцями досить часто.

## Екологія

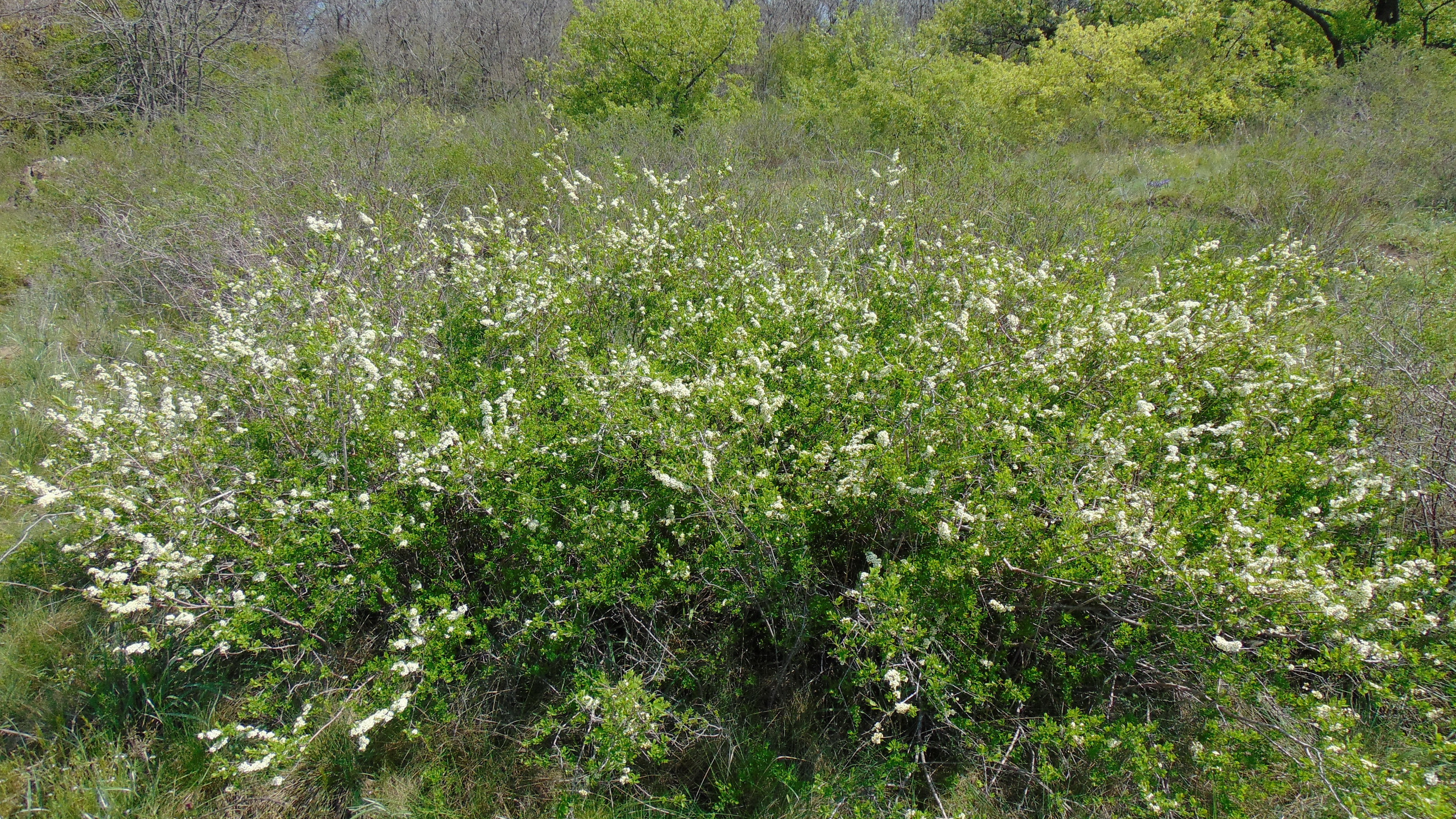
У Національному заповіднику «Хортиця». Запорізька область

Таволга звіробоєлиста за сезонним життєвим циклом (життєвою формою за Раункієром) належить до високих чагарників.
Рослина світлолюбна (геліофіт), досить посухостійка (мезоксерофіт), відносно морозостійка (мегатерм; добре витримує ранньовесняні й пізньоосінні приморозки, хоча і походить із субтропічного поясу), а також відносно невибаглива до плодючості ґрунтів (олігомезотроф).
Є типовим мешканцем відкритих, переважностепових, ландшафтів (сільвастепант). У Східній Європі зростає на кам'янистих відслоненнях, степових схилах і западинах серед степу, лісових галявинах, на Кавказі —  по схилах гір в заростях чагарників, заходить й на субальпійські луки, де зустрічається у вигляді сланкого гіллястого чагарничка. У Центральній Азії населяє сухі сонячні схили, хащі та рідкі ліси, в гірських районах —  зону чагарників, відкриті схили, арчеві ліси та берегі гірських річок.
В Україні зростає на кам'янистих відкритих схилах, гранітних відслоненнях, де часто утворює зарості.
В умовах Запорізької області зустрічається майже виключно у складі угруповань комплексної петрофітної рослинності, подекуди — на прилеглих степових і лучних ділянках із щебенистими ґрунтами.

## Охорона
В Україні вид перебуває під охороною — його занесено до переліків регіонально рідкісних рослин ряду областей (Запорізька, Одеська, Полтавська, Сумська).
Природні популяції скорочуються головним чином через надмірну рекреацію та руйнування місць зростання (забудова прибережних територій, розробка покладів гранітів тощо).
У Запорізькій області охороняється в Національному заповіднику «Хортиця» та ряді природно-заповідних об'єктів регіону.

## Практичне значення

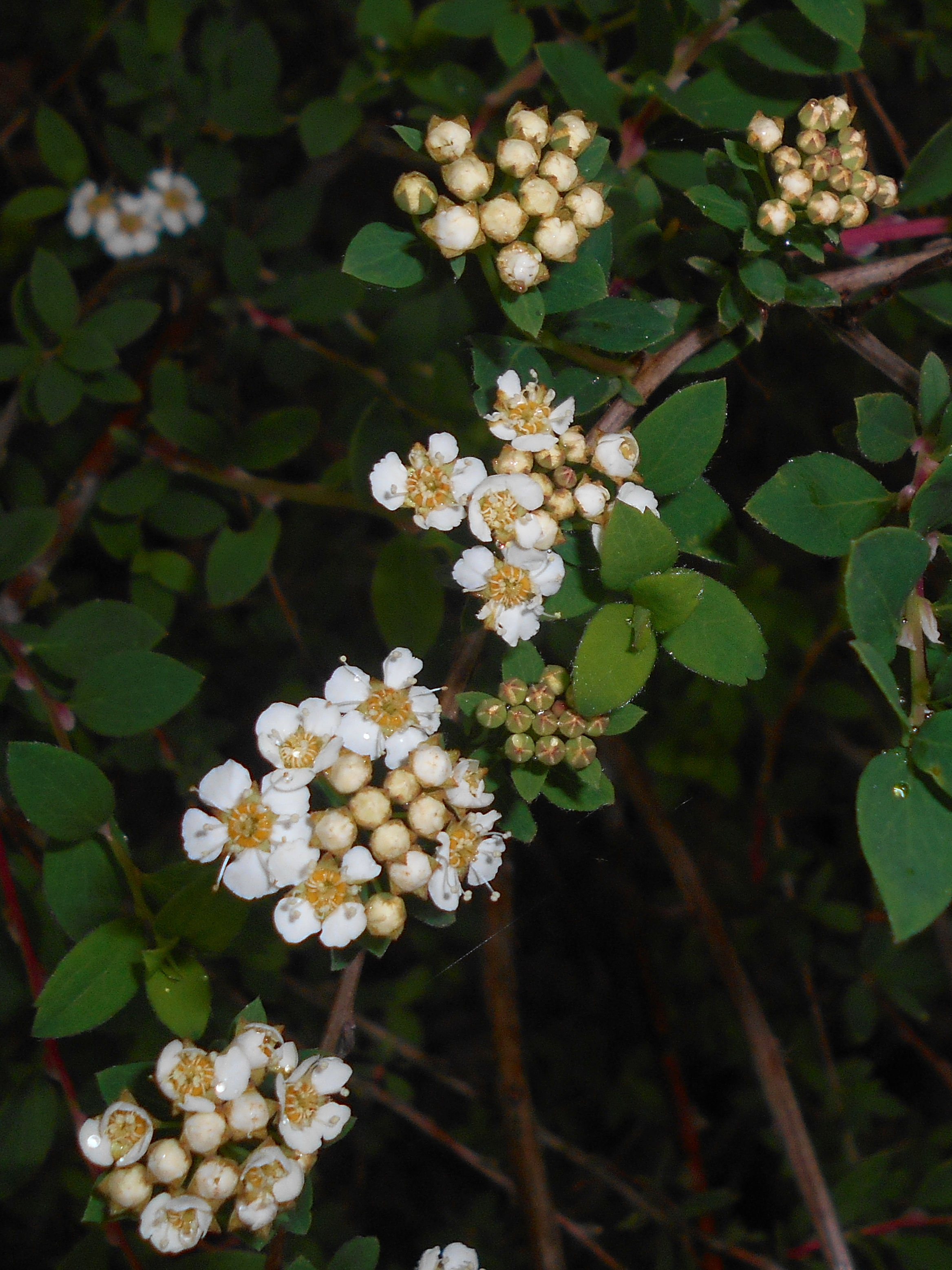
У Люблінському ботанічному саду. Польща

Зважаючи на високу декоративність, тривалий період цвітіння, добру приживаність, відносну невибагливість до умов зростання та морозостійкість, таволгу звіробоєлисту в ряді країн розводять як садово-паркову декоративну рослину, використовуючи її для створення живих загорож, груп та в одиничних посадках. Володіє фітонцидною активністю, добрий медонос. Використовується для створення протиерозійних лісонасаджень
Квітки і листя сушать й вживають для заварювання чаю, що має досить приємний запах, смак і колір. Квітки кладуть у вино або пиво під час бродіння, ними настоюють горілки та лікери.

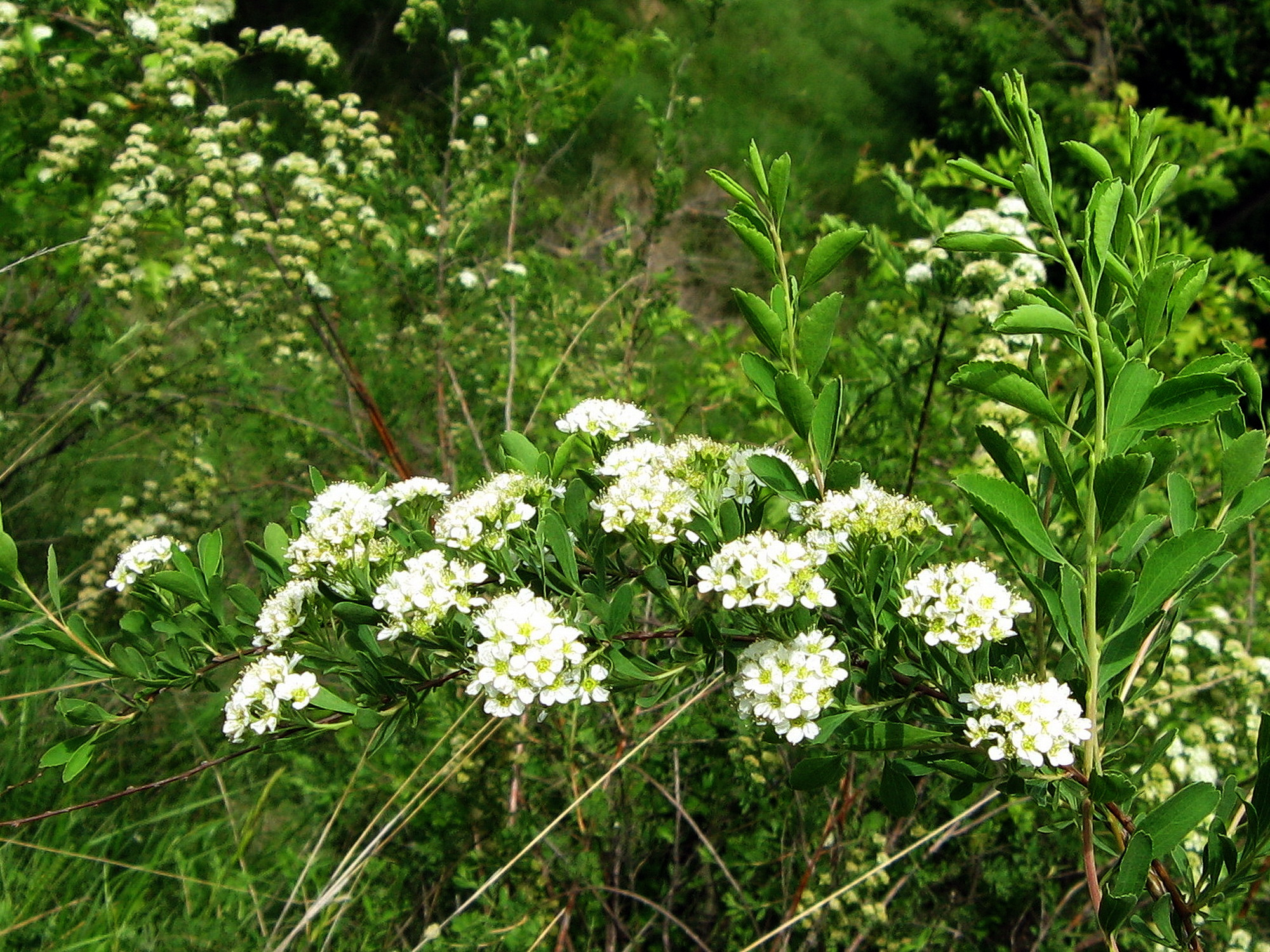
Таволга зарубчаста. Запорізьке Правобережжя

## Близький вид
За морфологічними ознаками до таволги звіробоєлистої близька таволга зарубчаста (Spiraea crenata), з якою вона може утворювати гібриди. У таволги зарубчастої суцвіття гроноподібні, з верхівкових безлистих зонтиків; листки на неплідних пагонах звичайно зубчасті або пильчасті. Поширена в Лісостепу і Степу, спорадично; у Поліссі й Закарпатті, рідко. Зростає серед чагарників і на схилах, у тому числі кам'янистих. Цвіте на 2—3 тижні пізніше від таволги звіробоєлистої.

## Галерея
Запорізьке Правобережжя

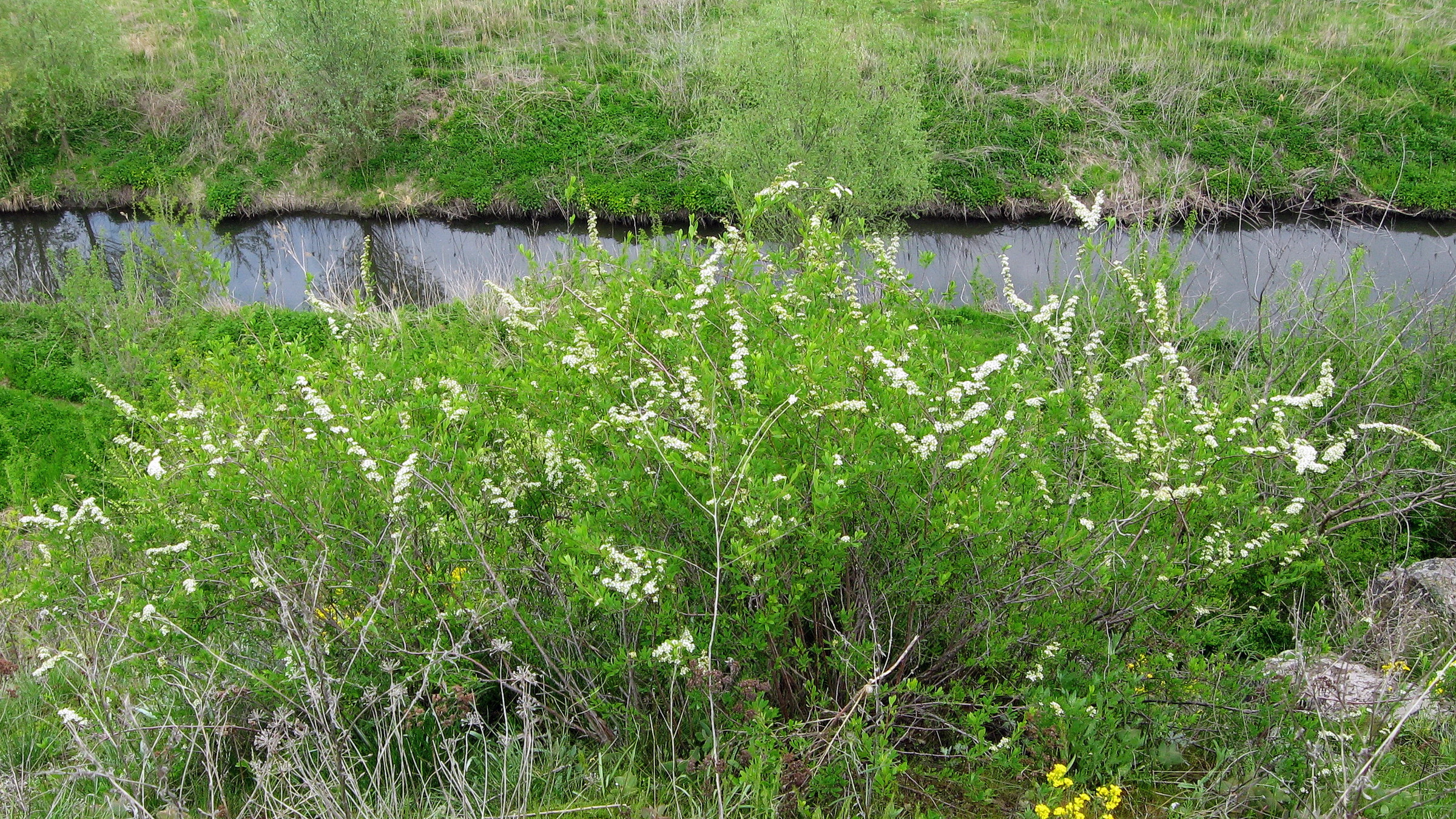
У долині р. Верхня Хортиця
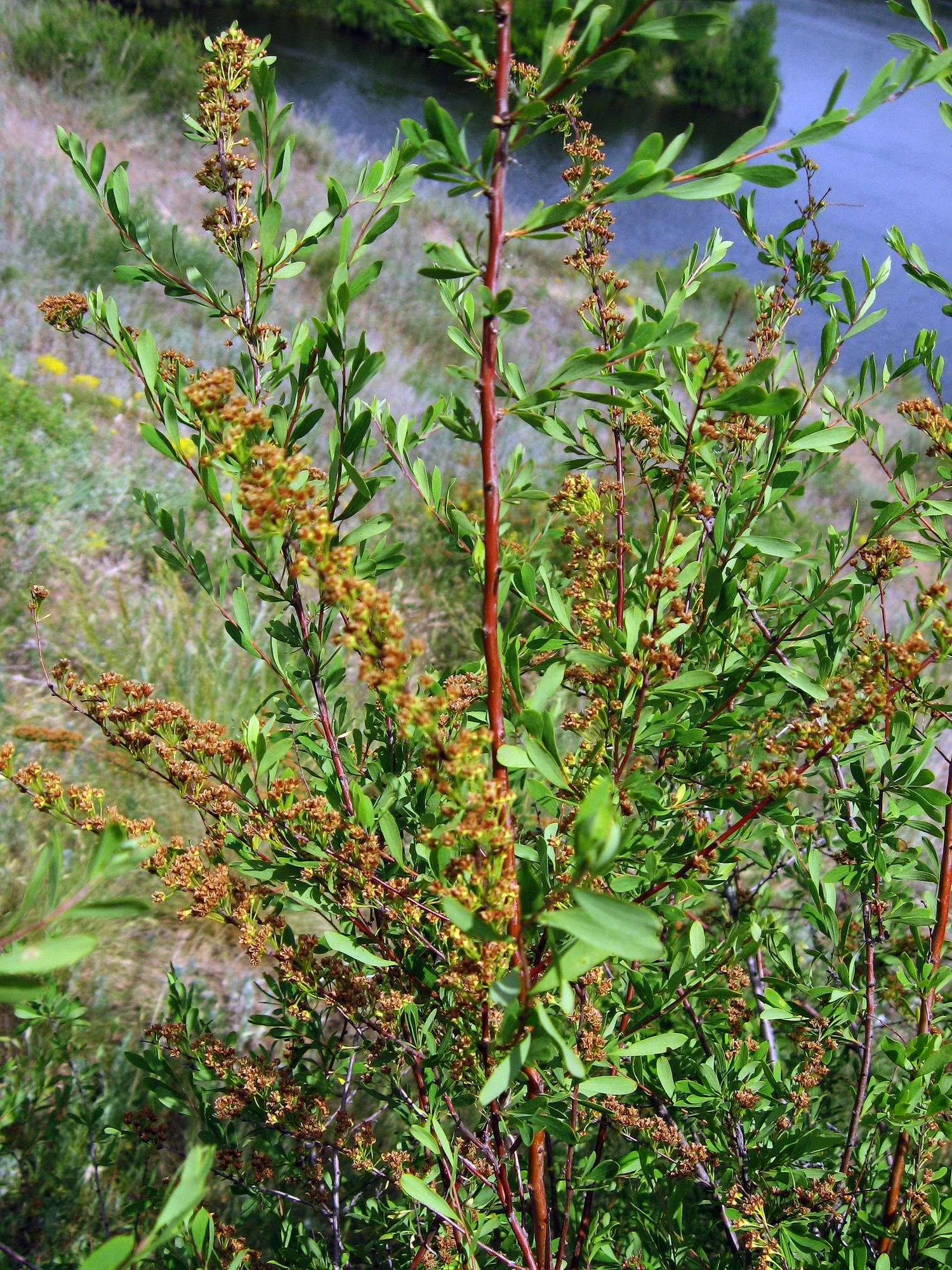
В урочищі Вирва. Запоріжжя
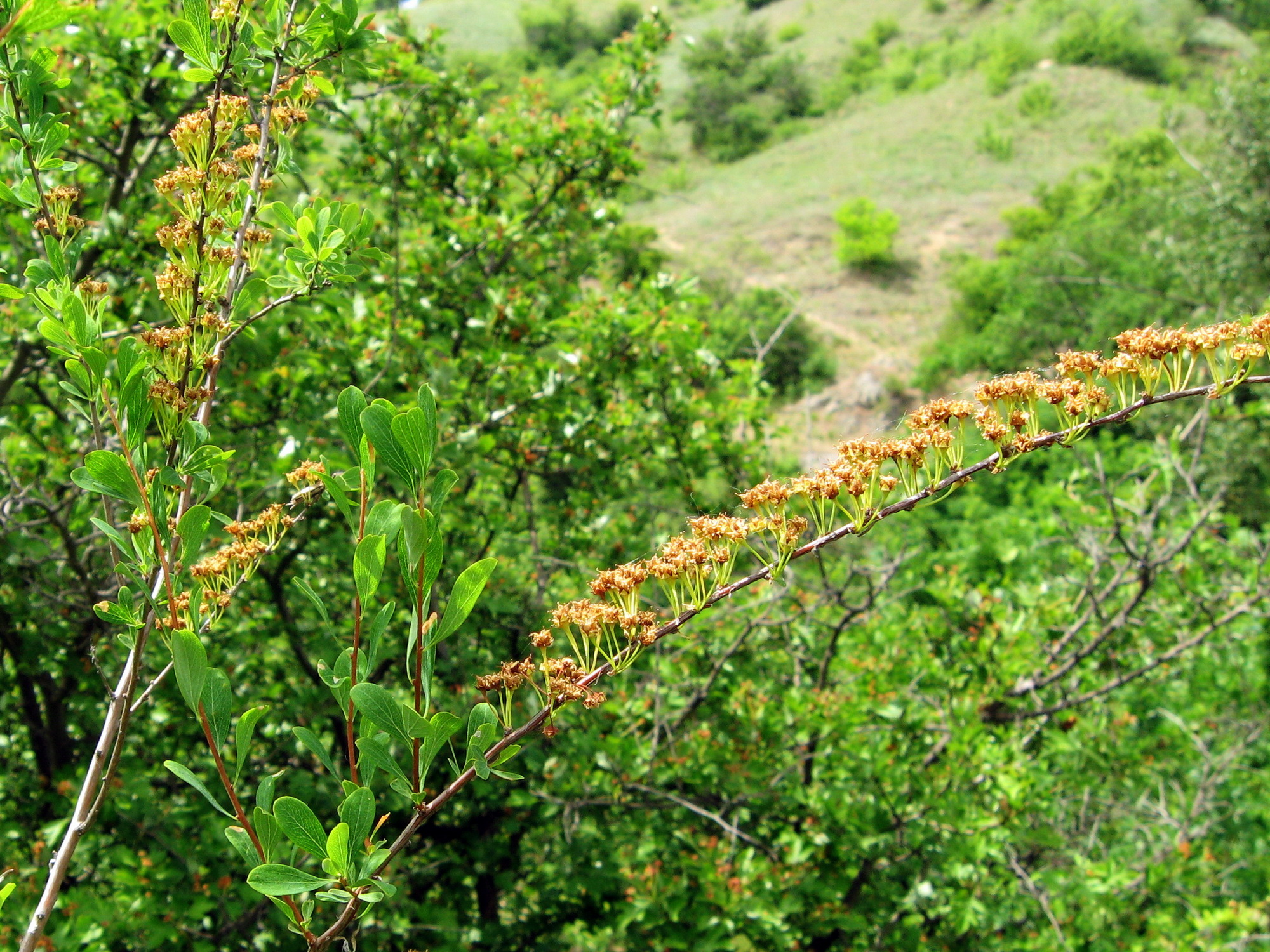
У степовій балці
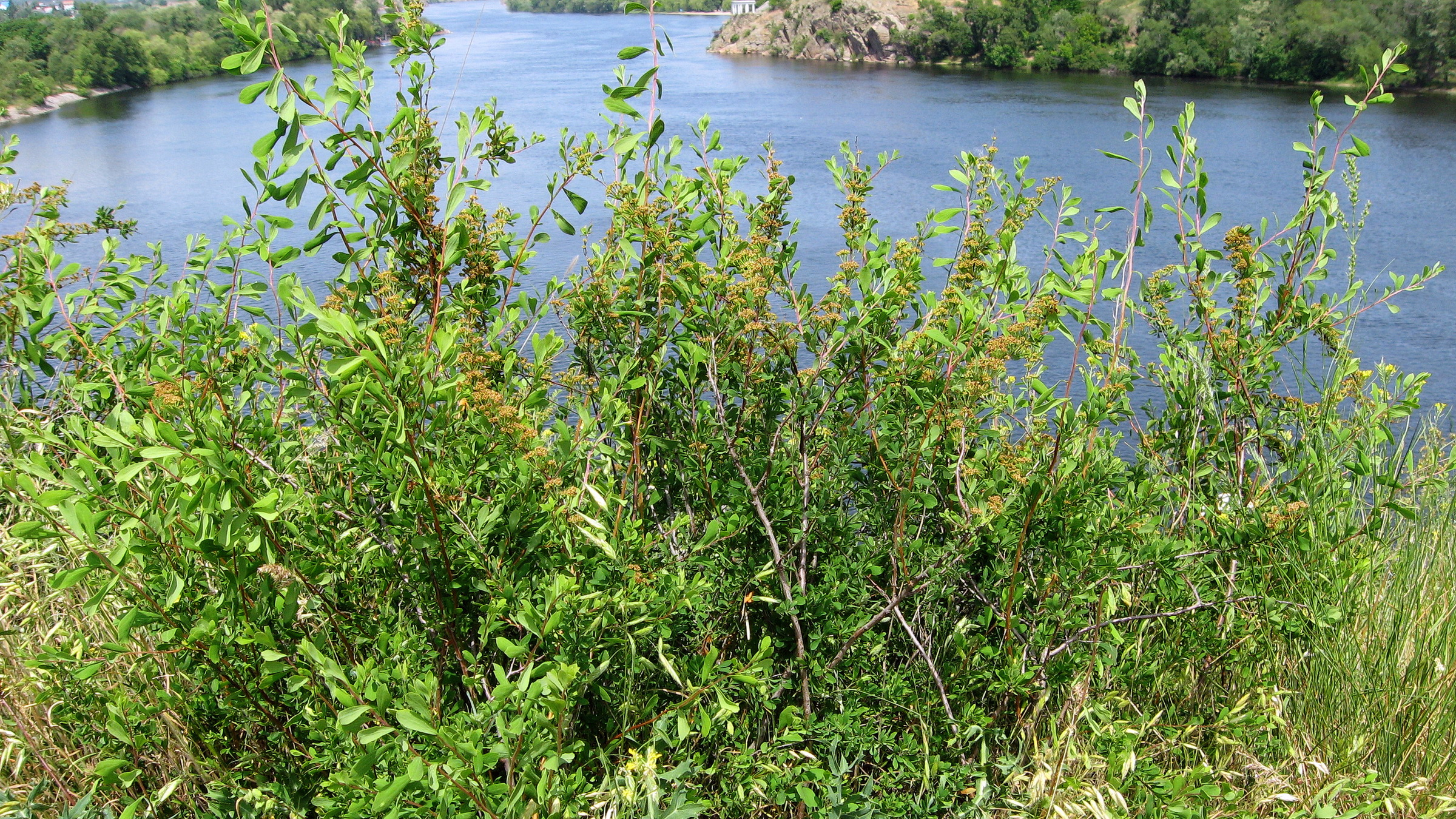
На Дніпрових кручах